# استدلال ذاتي التشغيل

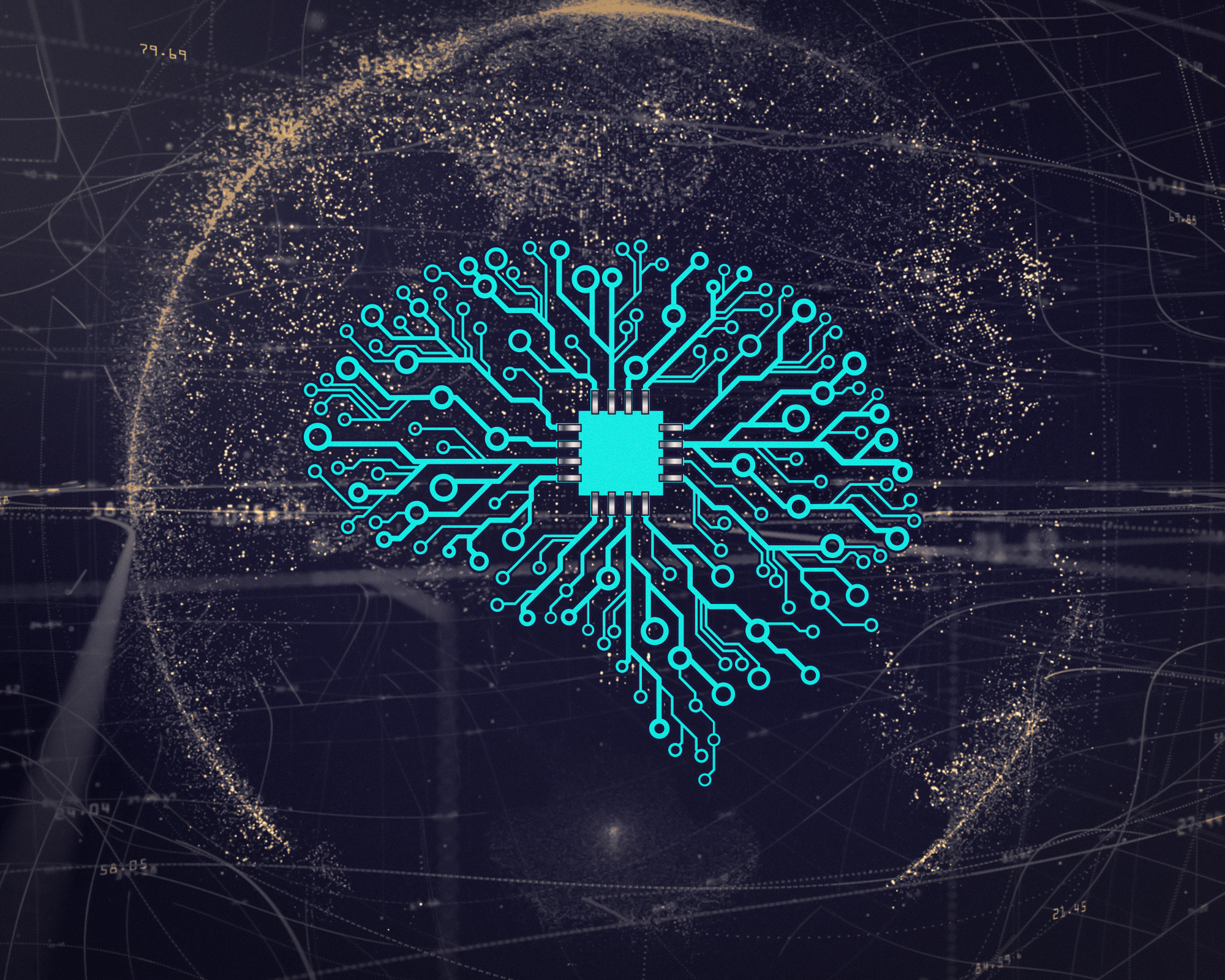

الاستدلال ذاتي التشغيل أو المؤتمت أو المنطق الآلي[بحاجة لمصدر] هو مجال من مجالات علم الحاسوب والمنطق الرياضي لفهم الجوانب المختلفة للاستدلال. تساعد دراسة الاستدلال الآلي على إنتاج برامج تسمح لأجهزة الحاسوب بالتفكير تمامًا أو بشكل كامل تقريبًا. على الرغم من أن التفكير الآلي يعتبر مجالًا فرعيًا من الذكاء الاصطناعي، إلا أنه يرتبط أيضًا بعلوم الكمبيوتر النظرية، وحتى بالفلسفة.
ومن أكثر المواضيع تطوراً في الاستدلال الآلي هي إثبات النظرية الآلية (حقل فرعي من الاستدلال الآلي والمنطق الرياضي الذي يتعامل مع إثبات النظريات الرياضية من خلال برامج الكمبيوتر) وإثبات التحقق الآلي، وقد ساهم أيضًا في في مجال الاحتمالات وتفسيرالمنطق.
ومن المواضيع المهمة التي تتضمن التفسير المنطقي في التنبؤ بالنتائج المستقبلية هو نظام الجدل الآلي، إذ كان هناك الكثير من القيود في موضوع الأستدلال الآلي، حيث أن نظام OSCAR لجون بولوك  هو مثال على نظام الجدل الآلي الذي من كونه أكثر من مجرد إثبات نظرية آلية.
تقنيات برامج الاستدلال الآلي تشمل المنطق الكلاسيكي ومنها المنطق العائم، وأيضًا الاستدلال البايزي وهو فرع من فروع الإحصاء.

## تعريف وبدايات
لعب تطوير المنطق الرياضي دورًا كبيرًا في مجال التفكير الآلي، والذي أدى بدوره إلى تطوير الذكاء الاصطناعي.
التطوير المنطقي هو أن يتم التحقق من جميع الاستدلالات المنطقية إلي بديهيات أساسية في الرياضيات حيث يتم توفير جميع الخطوات المنطقية، دون استثناء.
ولا يتم اللجوء إلى التخمين، لأن البراهين والدلالات أكثر منطقية وأقل عرضة للأخطاء المنطقية.
يشير البعض إلى اجتماع كورنيل الصيفي لعام 1957، الذي جمع عددًا كبيرًا من المتخصصين في علم الحاسوب وعلم الكمبيوتر، كأصل وبداية علم الاستدلال الآلي، أو الاستنتاج الآلي. وينظر البعض الآخر أنه بدأ قبل ذلك مع برنامج المنطق 1955 من نيويل، شو وسيمون، أو مع تطبيق مارتن ديفيز لعام 1954 التي أثبتت أن (مجموع رقمين زوجي هو عدد زوجي).
إن التفكير الآلي، على الرغم من كونه مجالًا كبيرًا وواسعا للأبحاث، مر بمرحلة «شتاء الذكاء الاصطناعي» في الثمانينيات والتسعينيات الأولى.
لحسن الحظ، تم إنعاش هذا المجال. على سبيل المثال، في عام 2005 بدأت مايكروسوفت باستخدام تقنية التحقق في العديد من مشاريعها الداخلية ولضمان المواصفات المنطقية وفحص اللغة في الإصدار 2012 من Visual C.

## المساهمات المهمة
كان Principia Mathematica أو المسمى بمبادئ الرياضيات عملًا بارزًا في المنطق الرسمي وهو كتاب من قبل ألفريد نورث وايتهيد وبيرتراند راسل، تمت كتابة الكتاب بغرض اشتقاق كل أو بعض التعبيرات الرياضية من حيث المنطق الرمزي. في البداية نُشر كتاب Principia Mathematica في ثلاثة مجلدات في 1910 و1912 و1913.
المنظر المنهجي (LT) كان أول برنامج على الإطلاق تم تطويره في عام 1956 بواسطة ألن نيويل، هيربرت سيمون وكليف شاو «لتقليد المنطق البشري» وتم اختباره على اثنين وخمسين نظرية من الفصل الثاني من كتاب Principia Mathematica، ولقد أثبت البرنامج ثمانية وثلاثين من هذه النظريات، ولقد وجد البرنامج دليلا على واحدة من النظريات التي قدمها وايتهيد وروسل.
بعد محاولة فاشلة لنشر نتائجهم، ذكر نيويل، وشاو، وهربرت في نشرتهم عام 1958 في بحوث العمليات:
"هنالك الآن آلات عالمية تفكر، تتعلم وتنتج. وإضافة إلى ذلك، فإن قدرتها على القيام بهذه الأشياء ستزداد بسرعة حتى (في المستقبل القريب) فإن مدى حجم المشاكل التي يمكن أن تتعامل معها الآلة سوف تكون شاملة مع المدى الذي تم تطبيق العقل البشري فيه.”
أمثلة على التطوير المنطقي
| Year | Theorem                             | Proof System                                | Formalizer          | Traditional Proof                 |
| ---- | ----------------------------------- | ------------------------------------------- | ------------------- | --------------------------------- |
| 1986 | مبرهنات عدم الاكتمال لغودل          | Boyer-Moore                                 | Shankar[9]          | كورت غودل                         |
| 1990 | تقابل تربيعي                        | Boyer-Moore                                 | Russinoff[10]       | غوتهولد أيزنشتاين                 |
| 1996 | المبرهنة الأساسية للتفاضل والتكامل  | HOL Light                                   | Harrison            | Henstock                          |
| 2000 | المبرهنة الأساسية في الجبر          | Mizar                                       | Milewski            | Brynski                           |
| 2000 | المبرهنة الأساسية في الجبر          | Coq                                         | Geuvers et al.      | Kneser                            |
| 2004 | مبرهنة الألوان الأربعة              | Coq                                         | Gonthier            | نيل روبرتسون et al.               |
| 2004 | مبرهنة الأعداد الأولية              | Isabelle                                    | Avigad et al.       | أتل سيلبرغ-بول إيردوس             |
| 2005 | مبرهنة منحنى جوردان                 | HOL Light                                   | Hales               | Thomassen                         |
| 2005 | نظرية براور للنقطة الثابتة          | HOL Light                                   | Harrison            | Kuhn                              |
| 2006 | حدسية كيبلر                         | Isabelle                                    | Bauer- Nipkow       | Hales                             |
| 2007 | مبرهنة الرواسب لكوشي                | HOL Light                                   | Harrison            | Classical                         |
| 2008 | مبرهنة الأعداد الأولية              | HOL Light                                   | Harrison            | analytic proof                    |
| 2012 | Feit-Thompson                       | Coq                                         | Gonthier et al.[11] | Bender, Glauberman and Peterfalvi |
| 2016 | Boolean Pythagorean triples problem | Formalized as مسألة قابلية الإرضاء المنطقية | Heule et al.[12]    | none                              |

## أنظمة مثبتة
نظرية بويرر مور المبرهنة (NQTHM).
تصميم NQTHM استلهم تنفيذة من قبل جون مكارثي وودي بيليدز.
بدأت في عام 1971 في أدنبره، اسكتلندا، وكان هذا برهان للنظرية بالكامل حيث طورت وصممت باستخدام لغة البرمجة ليسب. النقاط الرئيسية للـ NQTHM كانت:
1. الاعتماد على مبدأ التعريف لوظائف التكرار الكاملة.
2. الاستخدام المكثف لـ "التقييم الرمزي”.
3. الاستدلال التعريفي على أساس فشل التقييم الرمزي.

HOL Light
كتب بواسطة لغة كامل الموضوعية (الأو كامل)، ولقد تم تصميمه بطريقة منطقية بسيطة وتنفيذًا مرتب.
Coq
مساعد استدلال آلي صمم وطور في فرنسا، يمكن تلقائيا تطوير برامج قابلة للتنفيذ من خلال موصفاتها، إما بلغة البرمجة لغة كامل الموضوعية أو هاسكل.تنفذ الخصائص والبرامج بنفس اللغة التي يطلق عليها حساب التفاضل والتكامل CIC.

## التطبيقات
تم استخدام التفكير الآلي بشكل أكثر انتشارا لإنشاء برامج آلية.
في كثير من الأحيان، تتطلب بعض التوجية البشري على أن تكون بعض هذه التوجيهات البشرية فعالة ومؤهلة بشكل عام كالاستدلالات الآلية. ومثال على ذلك Logic Theorist، جاء هذا البرنامج مع دليل على واحدة من النظريات في Principia Mathematica التي كانت أكثر كفاءة (تتطلب خطوات أقل) من الإثبات المقدم من وايتهيد ورسل.
نفذ تطبيق التفكير الآلي الحل لعدد متزايد من المشاكل في المنطق الرسمي، والرياضيات وعلوم الكمبيوتر، وبرمجة منطقية، والتحقق من البرامج والأجهزة، وتصميم الدوائر الكهربائية، وغيرها الكثير.

## مجلات
- مجلة الاستدلال الآلي